# Басаева, Даниэла Олеговна
Даниэла Олеговна Басаева (1 июля 1999, Владикавказ) — российская футболистка, нападающая московского «Динамо».

## Биография
Начинала заниматься футболом в команде «СКГМИ» (Северо-кавказский горно-металлургический институт, Владикавказ), в его составе в 2015 году принимала участие в первенстве СКФО среди девушек, а в 2016 году — во всероссийских студенческих соревнованиях.
С 2017 года выступает в высшей лиге России за клуб «Кубаночка» (Краснодар). Дебютный матч сыграла 9 сентября 2017 года против «Дончанки» (Азов), заменив на 83-й минуте Яну Чуб. С 2018 года играла в стартовом составе клуба. Свой первый гол забила 24 августа 2018 года в матче против ижевского «Торпедо». В 2019 году стала бронзовым призёром чемпионата, сыграв во всех 20 матчах своей команды. После преобразования «Кубаночки» в «Краснодар» вошла в постоянный состав нового клуба и на момент окончания сезона 2024 являлась лучшим бомбардиром клуба (24 мяча в чемпионате + 6 мячей в кубке), и провела наибольшее число матчей за «Краснодар» (106 матчей в чемпионате + 11 матчей в кубке).
В январе 2025 года перешла в московское «Динамо».
Бронзовый призёр Универсиады 2019 года в составе студенческой сборной России, на турнире сыграла 4 матча. В марте 2020 года сыграла два матча за сборную России до 21 года. 10 октября 2022 года провела один товарищеский матч за основную женскую сборную России против сборной Белоруссии, где забила один гол.